# François Lafortune (1932–2020)
François Jacques Marie Gérard „Frans” Lafortune (ur. 7 grudnia 1932 w Visé, zm. 18 kwietnia 2020) – belgijski strzelec, siedmiokrotny olimpijczyk.

## Kariera
Z wykształcenia był lekarzem, pracował w belgijskiej służbie zdrowia, a także m.in. w centrum transfuzji krwi przy Czerwonym Krzyżu.
Uczestnik 7 edycji igrzysk olimpijskich (IO 1952, IO 1956, IO 1960, IO 1964, IO 1968, IO 1972, IO 1976), na których wystartował w 14 konkurencjach. Najwyższą pozycję zajął podczas igrzysk w Meksyku, gdzie uplasował się na 10. miejscu w karabinie małokalibrowym leżąc z 50 m. W tej samej konkurencji był 14. zawodnikiem igrzysk w Monachium. W Meksyku zajął również 15. pozycję w karabinie małokalibrowym w trzech postawach z 50 m. Wśród belgijskich sportowców jedynie tenisista stołowy Jean-Michel Saive ma taką samą liczbę występów na igrzyskach olimpijskich co Lafortune (startował 7 razy w latach 1988–2012).
Według niektórych źródeł, Lafortune zdobył brązowy medal w karabinie małokalibrowym klęcząc z 50 m podczas mistrzostw świata w 1958 roku. Medal ten przypisuje się jednak głównie jego ojcu.
Jego ojcem był François, a wujem Marcel, również strzelcy (wszyscy wystartowali razem na igrzyskach w 1960 roku). Wuj Hubert był gimnastykiem, zaś sam Lafortune był teściem medalistki olimpijskiej Heidi Rakels.

## Wyniki

### Igrzyska olimpijskie
| Igrzyska       | Konkurencja                               | Wynik                          | Miejsce | Źródło |
| -------------- | ----------------------------------------- | ------------------------------ | ------- | ------ |
| Helsinki 1952  | Karabin małokalibrowy, trzy postawy, 50 m | 1131 pkt. (388–382–361)        | 23      | [ 7 ]  |
| Helsinki 1952  | Karabin małokalibrowy leżąc, 50 m         | 388 pkt. (95–96–99–98)         | 42      | [ 8 ]  |
| Melbourne 1956 | Karabin małokalibrowy, trzy postawy, 50 m | 1145 pkt. (390–381–374)        | 19      | [ 9 ]  |
| Melbourne 1956 | Karabin małokalibrowy leżąc, 50 m         | 585 pkt. (99–100–98–92–96–100) | 42      | [ 10 ] |
| Rzym 1960      | Karabin małokalibrowy, trzy postawy, 50 m | 1099 pkt. (383–367–349)        | 42      | [ 11 ] |
| Rzym 1960      | Karabin małokalibrowy leżąc, 50 m         | 574 pkt. (95–94–96–96–96–97)   | 39      | [ 12 ] |
| Tokio 1964     | Karabin małokalibrowy, trzy postawy, 50 m | 1126 pkt. (392–384–350)        | 26      | [ 13 ] |
| Tokio 1964     | Karabin małokalibrowy leżąc, 50 m         | 586 pkt. (97–99–96–98–98–98)   | 42      | [ 14 ] |
| Meksyk 1968    | Karabin małokalibrowy, trzy postawy, 50 m | 1145 pkt. (396–383–366)        | 15      | [ 4 ]  |
| Meksyk 1968    | Karabin małokalibrowy leżąc, 50 m         | 595 pkt. (100–99–99–100–99–98) | 10      | [ 2 ]  |
| Monachium 1972 | Karabin małokalibrowy, trzy postawy, 50 m | 1107 pkt. (394–368–345)        | 47      | [ 15 ] |
| Monachium 1972 | Karabin małokalibrowy leżąc, 50 m         | 595 pkt. (99–98–100–99–100–99) | 14      | [ 3 ]  |
| Montreal 1976  | Karabin małokalibrowy, trzy postawy, 50 m | 1113 pkt. (393–367–353)        | 46      | [ 16 ] |
| Montreal 1976  | Karabin małokalibrowy leżąc, 50 m         | 588 pkt. (99–98–99–99–96–97)   | 31      | [ 17 ] |